# Ligyra alea
Ligyra alea är en tvåvingeart som beskrevs av Wray Merrill Bowden 1971. Ligyra alea ingår i släktet Ligyra och familjen svävflugor. Inga underarter finns listade i Catalogue of Life.